# George Gordon, 1:e hertig av Gordon

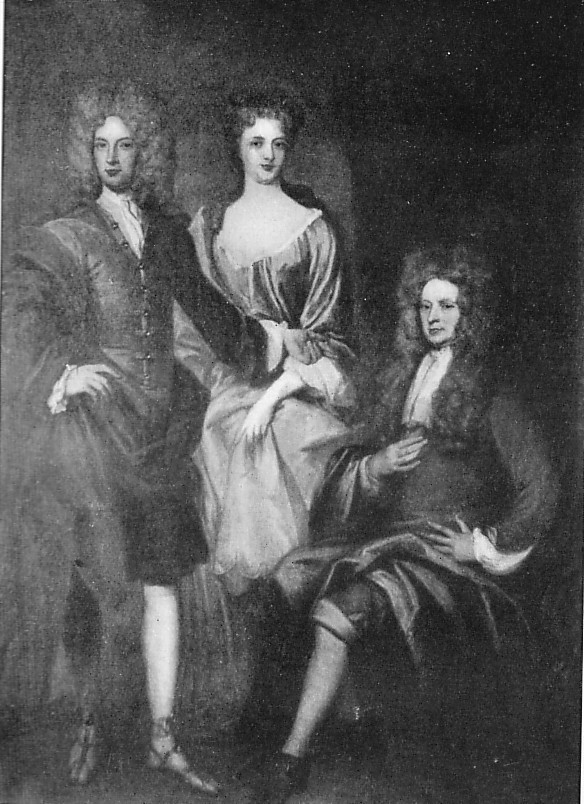
George Gordon, 1:e hertig av Gordon och hans familj.

George Gordon, 4:e markis av Huntly och 1:e hertig av Gordon, född 1649, död den 7 december 1716, var en skotsk adelsman, sonson till George Gordon, 2:e markis av Huntly.
Gordon upphöjdes 1684 av Karl II till hertig, blev trots sin katolska tro av Jakob II utsedd till befälhavare på slottet i Edinburgh 1686 och belägrades där av kung Vilhelms anhängare mars–juni 1689. Sedermera blev Gordon ofta för kortare tid inspärrad för jakobitiska stämplingar.
Han gifte sig 1676 med lady Elizabeth Howard (1656–1732), dotter till Henry Howard, 6:e hertig av Norfolk. De separerade 1707.
Barn:
- Alexander Gordon, 2:e hertig av Gordon (1678–1728)
- Lady Jane Gordon (1682–1773) gift med James Drummond, 2:e hertig av Perth